# Igor Markevitch
Pour les articles homonymes, voir Markevitch.
Igor Markevitch est un chef d'orchestre et compositeur ukrainien, né le 9 août 1912 à Kiev en Ukraine et mort le 7 mars 1983 à Antibes. Il fut naturalisé italien en 1947 et français en 1982.

## Biographie
Sa généalogie est prestigieuse[non neutre] : il descend d'un prince de Bosnie, Marko, chassé comme beaucoup de chrétiens par le sultan et venu en Ukraine au XVe siècle, puis fixé et anobli. Le nom Marke-vitch signifie « fils de Mark ». La famille avait prospéré jusqu'au XIXe siècle. Son arrière-grand-père, bien que juriste, avait fondé avec Anton Rubinstein le Conservatoire de Saint-Pétersbourg en 1862. Brillant violoncelliste, il participait avec son stradivarius à des concerts de grands musiciens comme Rubinstein, Rimsky-Korsakov, Liadov, Glazounov. Son grand-père, maréchal de la noblesse, peintre de formation, avait épousé une Française et recevait le compositeur Mikhaïl Glinka dans sa demeure. Toute la famille avait, depuis fort longtemps, « divinisé » la musique, qui occupait tout le monde.

### Enfance
Le père d'Igor, Boris Nikolaïevitch Markevitch, était pianiste, ancien élève d'Eugen d'Albert et de Raoul Pugno à Paris. La grand-mère maternelle d'Igor étant russe (mais avait ensuite acquis le passeport français), sa mère Zoia Pokhitonova († 1972 ; fille du peintre Ivan Pokhitonov) avait été élevée en France. Le père d'Igor, Boris Markevitch, avait renoncé à ses privilèges pour se consacrer uniquement à la musique. Atteint d'une tuberculose pulmonaire, il avait été obligé de faire de longs séjours en sanatorium, à Davos en Suisse, après ses vingt ans. Deux ans après la naissance d'Igor, la famille quitte l'Ukraine définitivement : la guerre et les évènements politiques auront rendu tout retour impossible. Ils logent d'abord à Paris. Le petit, allongé sous le piano, écoute, « traversé de part en part par un torrent de résonances », et fixe dans sa mémoire de nombreuses œuvres du large répertoire de son père, qu'il chante ou siffle machinalement.
En 1915, la santé de Boris Nikolaïevitch s'étant dégradée, toute la famille s'installe en Suisse, d'abord à Lausanne, puis à Leysin, une station climatique, et enfin, à une heure de là, au bord du lac Léman, dans la région de Vevey, à La Tour-de-Peilz, dans une propriété en location, la Villa Maria. Décidé à se fixer en Suisse, son père donne des cours de piano, ce qui aide fort à « joindre les deux bouts ». Tous les amis et membres de la famille se réunissent le samedi, jour entièrement consacré à la musique.
Vers ses sept ans, son père lui apprend à jouer aux échecs, puis dès que l'enfant a compris, il exige de lui qu'il joue « à l'aveugle », par exemple, en jardinant.

### Formation
L'enfant commence à étudier le piano avec une élève de son père, Mme Pasteur. Son père ne lui donne que quelques leçons. Avec sa mère, il se rend à son premier concert symphonique où la toute jeune Clara Haskil joue le Concerto de Schumann (1921).
En 1923, son frère Dimitry (en), qui deviendra violoncelliste, naît et, la même année, ils perdent leur père, âgé de 47 ans. La mère d'Igor, sa sœur Nina, Dimitry et lui, emménagent dans un infect rez-de-chaussée en ville. L'enfant est sans cesse poussé à lire ou à étudier une Ballade de Chopin plutôt que de partir en excursion à bicyclette : « Voyons, mon petit, est-ce que Beethoven faisait de la bicyclette ? », répondait sa mère. Le soir, la récompense est la lecture de Tolstoï ou de Pouchkine en russe.
Il s'échappe parfois et découvre les quatuors de Beethoven sur le gramophone de son professeur de littérature, Emmanuel Buenzod, qui voue une « admiration mystique » au maître de Bonn.
Pendant les trois années qui suivent, son premier maître de piano est Paul Loyonnet (1889-1988). Il prend ses leçons à Lausanne, où Madame Pasteur lui sert de répétitrice et l'accompagne. Il a ainsi deux professeurs. Markevitch rapporte : « Avec Loyonnet, jetant loin études et exercices, nous plongions alors avec délice dans Mozart, Schubert ou Schumann ».
Igor travaille ensuite avec Émile-Robert Blanchet, un élève de Busoni. En 1925, son jeune élève lui présente une œuvre intitulée Noces dont son maître pressent la valeur : « Ce qui le frappa dans cette musique d'enfant fut sans doute moins sa valeur intrinsèque que le savoir qu'elle démontrait et que je n'avais appris nulle part. » Blanchet organise une rencontre avec Alfred Cortot, de passage à Lausanne. Cortot l'invite, à sa charge, à l'école qu'il a fondée à Paris, l'École normale de musique de Paris. Il confie à la mère de l'enfant : « Ce garçon, Madame, vous donnera beaucoup de joies et de fierté [...] Il doit apprendre à se servir de ce qu'il sait de Dieu. », ce qui la ravit.
À l'automne 1927, la famille s'installe de nouveau à Paris, mais partage le temps de l'année entre Vevey et la capitale[Laquelle ?]. Unique enfant de l'institution qui accueille une vingtaine d'élèves adultes (par exemple, Lennox Berkeley, dont il devient l'ami et qui lui fera connaître Hindemith et Milhaud), il répète dans la classe de piano la composition et l'harmonie avec Mme Kastler, et le contrepoint avec Nadia Boulanger (russe par sa mère), avec qui il entretiendra toujours des rapports privilégiés, fondés sur l'admiration et l'affection. Elle lui dévoile la musique dans toute son intelligence, lui faisant acquérir le sens privilégié de l'interprète, confluent d'objectivité présente et de subjectivité du passé. Nadia lui transmet « l'art d'enthousiasmer par la rigueur. »
Il gagne ses premiers sous en effectuant des arrangements pour des courts métrages. Sa mère lui fait la lecture en français pendant qu'il écrit et, plus tard, lorsqu'il compose sa propre musique. Il donne quelques cours, ce qui permet d'améliorer l'ordinaire.

### La composition et l'apprentissage de la direction d'orchestre
Alors qu'il n'a que seize ans, il rencontre Diaghilev à l'Opéra de Paris, en décembre 1928. Toujours à la recherche du nouveau et de musiques de ballets propres à surprendre, étonner ou provoquer le public, Diaghilev pense avoir trouvé un compositeur à même de lui donner une partition pour la prochaine saison des Ballets russes. Après avoir écouté trois fois le Finale de la Sinfonietta, il lui commande un concerto pour piano en guise d'essai. Pour développer ses « notions encore primaires dans le domaine de l'orchestration », Diaghilev lui fait donner des leçons par un compositeur italien, à qui il avait déjà commandé deux ballets : Vittorio Rieti, un élève de Ottorino Respighi et Alfredo Casella, lié à Alban Berg et Arnold Schönberg à Vienne. Diaghilev surveille et stimule le travail en cours, discutant pour changer tel ou tel passage. Le Concerto est créé par l'auteur au piano et sous la direction de Roger Désormière lors d'une soirée de ballet à Londres le 15 juillet 1929 et remporte un réel succès. La mort inopinée de Diaghilev à Venise le 19 août 1929 laisse inachevée l'œuvre suivante projetée.
Le 3 novembre de la même année est créée à Bruxelles la Sinfonietta, toujours sous la direction de Roger Désormière. Peu après le succès de l'œuvre, Igor a l'idée de réutiliser le matériau accumulé pour L'Habit du Roi destiné aux Ballets russes : ainsi naquit Cantate sur un texte de Jean Cocteau. En fait, la composition fut achevée avant même que Cocteau, pris par le tournage du Sang d'un Poète, ne soit intervenu. « L'œuvre présente donc le cas particulier d'un ouvrage lyrique où les paroles ont été écrites sur la musique, non le contraire. » La pièce est créée le 4 juin 1930 par Désormière, le chœur d'hommes Yvonne Gouverné et la soliste Madeleine Vitha.
Le 13 mai 1932 est créée une commande de la princesse de Polignac : la Partita (1930) par Marcelle Meyer et Roger Désormière.
Il poursuit sa formation dans l'art de la direction avec Pierre Monteux (1933), qui avait créé tant de chefs-d'œuvre avec les Ballets russes à partir des années 1910 et venait de fonder l'École Monteux, destinée aux jeunes chefs. Son premier concert ne sera rien moins qu'au Concertgebouw d'Amsterdam, où il est invité par Monteux pour la création de Rébus. Il a vingt ans. L'œuvre fut donnée la même année à Boston et New York par Serge Koussevitzky.
Puis il travaille avec Hermann Scherchen (1934-1936), qui l'appelle « mon orchidée empoisonnée ».
Ses modèles en compositions sont Honegger, Hindemith et surtout Stravinsky. Mais à la fin des années 1930, sa production se raréfie.
Pendant la Seconde Guerre mondiale, à partir de 1943, Igor Markevitch fait partie de la résistance italienne dans la région des Apennins au nord de Florence.
Il épouse à Budapest le 20 avril 1936 la fille de Nijinski, Kyra (en) (19 juin 1914 - 1er septembre 1998) qui lui donnera un fils, Vaslav Markevitch (20 janvier 1937 - 12 janvier 2024).
Puis il se remarie à Lausanne le 22 juillet 1947 avec la princesse Topazia Caetani (1921-1990), qui lui donnera quatre enfants : Allegra (née en 1950), Natalia (Nathalie, née en 1951), Oleg (Oleg Caetani, chef d'orchestre, né en 1956) et Timour (1960-1962).
Il est naturalisé italien en 1947.

### Le chef d'orchestre
La fin de la guerre marque le début d'une carrière internationale. Il entreprend une carrière de chef d'orchestre qui le rendra universellement célèbre, à la tête principalement de l'Orchestre Lamoureux, de l'Orchestre philharmonique de Berlin et du Philharmonia à Londres. C'est pourquoi, comme Gustav Mahler en son temps, il est aujourd'hui plus connu pour son activité de chef que pour ses talents de compositeur.
De 1948 à 1956, il assure la classe de direction d'orchestre du Mozarteum de Salzbourg où il forme de futurs chefs prestigieux, tels Jean-François Paillard ou Jean Périsson.
De 1952 à 1955, il est le chef de l'Orchestre de Stockholm. Il y découvrira le compositeur Franz Berwald et en laissera des disques magnifiques grâce aux sessions d'enregistrement des années 1953 à 1955 avec l’Orchestre philharmonique de Berlin.

### Concerts Lamoureux et dernières années.
Après deux saisons à Montréal, puis à La Havane, il revient sur le vieux continent pour prendre la direction de la meilleure phalange française de l'époque, l'Orchestre des Concerts Lamoureux, de 1957 à 1961. C'est une période faste où sont commandées et créées de nombreuses œuvres : Doubles de Pierre Boulez, Hymne de Messiaen, Achorripsis de Xenakis, le Concerto pour alto de Milhaud, la Troisième symphonie de Barraud. Avec cet orchestre sont aussi gravés de nombreux enregistrements de référence, encore incontournables aujourd'hui : Berlioz, Milhaud, Honegger, Debussy, Gounod, Roussel.
De 1965 à 1972, il est responsable de l'Orchestre symphonique de la radio-télévision espagnole et enseigne la direction au Conservatoire Royal de Madrid. Parallèlement, de 1967 à 1972, il est directeur musical de l'Orchestre national de l'Opéra de Monte-Carlo. Il est ensuite directeur musical de l'Académie Sainte-Cécile de Rome.
Il est naturalisé français en 1982.
Il meurt le 7 mars 1983  à Antibes, d'un infarctus, après une tournée au Japon et en Russie. Signe du destin, son dernier concert est à Kiev, sa ville natale.
Le musicologue suisse Robert-Aloys Mooser (1876-1969) disait de lui : « Je n'ai guère rencontré que deux compositeurs qui possédaient d'égales aptitudes dans l'art d'écrire et dans celui de diriger : G. Mahler et R. Strauss. À ces deux exceptions vient s'ajouter aujourd'hui celle d'Igor Markevitch. »

## Œuvres principales

### En tant que compositeur
- Noces, suite pour piano, 1925
- Sinfonietta, pour orchestre, 1929
- Concerto pour piano, 1929
- Cantate, pour soprano, chœur d'hommes et orchestre, sur un texte de Jean Cocteau, 1929-1930
- Concerto grosso, 1930
- Partita, pour piano et petit orchestre, 1931
- Sérénade, pour violon, clarinette et basson, 1931
- Cinéma-Ouverture, 1931
- Galop, pour 8 ou 9 exécutants, 1932
- Rébus, ballet pour orchestre, 1932
- L'Envol d'Icare, ballet pour orchestre, 1932
- Psaume, pour soprano et petit orchestre, 1933
- Le Paradis Perdu, oratorio pour solistes, chœur et orchestre (texte d'Igor Markevitch d'après John Milton), 1933-1934
- Trois Poèmes, pour voix féminine et piano, 1935 (textes de Cocteau, Platon et Goethe) ; le no 3 est orchestré en 1936 comme Hymne à la mort, et incorporé en 1980 dans Hymnes, pour orchestre
- Cantique d'Amour, pour orchestre, 1936
- Le Nouvel Âge, symphonie concertante pour orchestre et deux pianos, 1937
- La Taille de l’Homme, concert inachevé pour soprano et 12 instruments (1938–1939, inachevé, mais partie I complète et jouable)
- Stefan le Poète, Impressions d’Enfance, pour piano (1939–1940)
- Lorenzo il Magnifico, sinfonia concertante, pour soprano et orchestre sur un texte de Laurent le Magnifique, 1940
- Variations, Fugue et Envoi sur un thème de Haendel, pour piano, 1941
- Le Bleu Danube, valse de concert sur des thèmes de Johann Strauss, 1944
- Icare, version définitive, 1943

#### Orchestrations
- 6 Mélodies de Moussorgski, arrangées pour voix et orchestre, 1945
- L'Offrande musicale BWV 1079 de J.S. Bach, arrangée pour triple orchestre, 1950

### En tant qu'écrivain
- Made in Italy, souvenirs, 1940
- Point d'orgue, entretiens avec Claude Rostand, 1959
- Être et avoir été, mémoires, Gallimard, 1980, 512 p (30 pages d'introduction en lecture libre).
- Le Testament d'Icare, essai philosophique, Grasset, 1984, 189 p.

#### Théorie musicale
- Étude historique, analytique et pratique des symphonies de Beethoven (Die Sinfonien von Ludwig van Beethoven: historische, analytische und praktische Studien, Leipzig : Éditions Peters, 1982

## Discographie sélective (au 15/01/2020)

### Compositeur
- Œuvres complètes pour orchestre, 7 volumes - (1995-2004, Marco Polo 8.223653/666/724/882 & 8.225054/076/120 ; albums réédités sous label Naxos)
- L'Envol d'Icare, Noces, Galop, Sérénade - Christopher Lyndon-Gee, Kolja Lessing (piano), Franz Lang (percussions) - Markevitch Ensemble (1993, Largo 5127)

### Symphonique
- Ballets français : Auric Les Fâcheux, Milhaud Le Train Bleu, Poulenc Les Biches, Satie Jack in the box, Sauguet La Chatte - Orchestre Philharmonique de Monte-Carlo (La Guilde du Disque)
- Beethoven : Symphonies n° 1 (+ Haydn, Symphonie n°103 "Roulements de timbales"), 5, 8, 9 - (Decca)
- Beethoven : Symphonie n°6 "Pastorale", Schubert, Symphonie n°5 - (DG)
- Berlioz : Symphonie Fantastique (1954), Moussorgski Tableaux d'une exposition (1953) - (DG)
- Berlioz : Symphonie Fantastique (1962), Cherubini Ouverture d’Anacréon, Auber, Ouverture de la Muette de Portici - (DG)
- Berwald : Symphonies no 3 & 4, Schubert Symphonie no 4 - (DG)
- Bizet : L'Arlesienne - Suites, Carmen - Suites - Orchestre des Concerts Lamoureux (1959, Philips)
- Debussy : La Mer, Danses pour Harpe (Suzanne Cotelle, harpe) - (DG + Images par Michael Tilson Thomas)
- Dukas : L'Apprenti sorcier - (EMI)
- Milhaud : Les Choéphores, Honegger Symphonie no 5, Roussel Bacchus et Ariane - (DG)
- Prokofiev, :Symphonie no 1 « Classique » op. 25, Orchestre Philharmonia - (EMI)
- Rimsky-Korsakov : Capriccio espagnol & La Grande Pâque russe, Orchestre symphonique de Londres - complément : Shéhérazade dirigée par Kyrill Kondrachine (Philips).
- Rimsky-Korsakov : Shéhérazade & le Capriccio Espagnol - (Decca, collection Eloquence)
- Rimsky-Korsakov : Le Coq d'or, suite de l'opéra & La Nuit de mai, ouverture de l'opéra ; Borodine, Dans les steppes de l'Asie Centrale ; Liadov, Fragment de l'Apocalypse ; Tchaïkovski, Francesca da Rimini - (DG)
- Schubert : Symphonies n°3 et n°4 "Tragique" - (DG)
- Stravinsky : Le Sacre du printemps, Petrouchka, Pulcinella, Suite du Baiser de la fée, Prokofiev Suites L'Amour des trois oranges, Suite scythe, Le Pas d'acier - (EMI)
- Stravinsky : Le Sacre du Printemps versions 1951 & 1959 (Testament 1076)
- Stravinsky : Symphonie de Psaumes ; Mahler : Symphonie n°1 "Titan" - (Montaigne)
- Tchaikovski : intégrale des Symphonies avec Manfred - Orchestre symphonique de Londres (Philips Classics)

### Concertos
- Berlioz : Harold en Italie, violon alto, CD DG
- Bartók : Concerto pour piano no 3, Annie Fischer, Orchestre symphonique de Londres - (EMI)
- Berg : Concerto « À la mémoire d'un ange », Arthur Grumiaux, violon ; Orchestre du Concertgebouw - (Philips)
- Chopin : Concerto pour piano no 2 ; Falla, Nuits dans les jardins d'Espagne - Clara Haskil, piano ; Orchestre des Concerts Lamoureux - (Philips)
- Mozart : Concerto pour piano n°20, K.466 & Concerto pour piano no 24, K.491 - Clara Haskil, piano ; Orchestre des Concerts Lamoureux - (Philips)

### Vocales
- Berlioz : La damnation de Faust, Richard Verreau, Faust, Consuelo Rubio, Marguerite, Michel Roux, Méphistophélès, Pierre Mollet, Brander, Orchestre des Concerts Lamoureux, Chœurs Elisabeth Brasseur, Choeur enfants RTF, 2 CD DG 1960 - report 2019 (remastered at 24-BIT 192 kHZ) et Blu-ray disc Pure audio.
- Boulanger : Du fond de l'abîme, Psaumes 24 & 129, Pie Jesu, Vieille prière bouddhique - Orchestre Lamoureux (1958) - (EMI)
- Cherubini : Requiem en ré mineur, Mozart : Messe du Couronnement - (DG)
- Glinka : Une vie pour le tsar, opéra - (EMI)
- Gounod : Messe solennelle de sainte Cécile (DG)
- Haydn : La Création - (DG)
- Mompou : Los Improperios (oratorio), et œuvres vocales d'Espla, Ferrer et Victoria - (Philips)
- Moussorgski : Chants et Danses de la Mort + 6 Mélodies orchestrées par Markevitch - Vishnevskaya, Russian State Symphony Orchestra (Philips + mélodies de Prokofiev et Tchaïkovski)
- Offenbach : La Périchole, Orchestre Lamoureux - (EMI)
- Stravinsky : L'Histoire du Soldat avec Jean Cocteau - (Philips)
- Verdi : Requiem avec G. Vichnievskaïa et I. Petrov - (Philips)
- Anthologie de la Zarzuela - (Philips)
- Collection Great Conductors of the 20th Century (IMG Artists - 2 CD) : Tchaïkovski (Manfred), Glinka (extraits d'Une vie pour le Tzar), Verdi (ouverture de La Force du destin), Chabrier (Espana), Strauss R. (Till l'espiègle), Ravel